# (30885) 1992 UU4
(30885) 1992 UU4 là một tiểu hành tinh vành đai chính. Nó được phát hiện bởi Akira Natori và Takeshi Urata ở Trạm quan sát JCPM Yakiimo ở Shimizu, Shizuoka, Nhật Bản, ngày 30 tháng 10 năm 1992.